# Manfred Toeppen
Manfred Kurt Washington Toeppen (St. Louis, 3 settembre 1887 – Los Angeles, 18 luglio 1968) è stato un pallanuotista statunitense, figlio del wrestler olimpico Hugo Toeppen.

## Carriera
Partecipò al torneo di pallanuoto dei Giochi della III Olimpiade nel 1904 a St. Louis tra le file del Missouri Athletic Club; la sua squadra fu battuta per 5-0 al primo turno dal New York Athletic Club, piazzandosi sul terzo gradino del podio.

## Palmarès
- Bronzo ai Giochi olimpici di Saint Louis 1904